# Oniasz III
Oniasz III (hebr. חוניו השלישי, zm. II w. p.n.e.) – arcykapłan żydowski za panowania Seleucydów nad Judeą.

## Życiorys
Był synem arcykapłana Szymona II. Wspomniany w 2 Księdze Machabejskiej, jako osoba pobożna i zachowująca prawo. Gdy Seleukos IV chciał przejąć dobra zdeponowane w skarbcu Świątyni Jerozolimskiej, Oniasz interweniował na jego dworze. Gdy Antioch IV Epifanes przejął władzę w 175 p.n.e., w wyniku przekupstwa tytuł arcykapłana uzyskał brat Oniasza Jezus Jazon. Jazon sprzyjał hellenizacji także w kręgach kapłańskich. Po trzech latach musiał jednak uciec z kraju, gdy Menelaos, kolejny pretendent do godności arcykapłańskiej, zaproponował władcy lepszy układ. W tej sytuacji, przebywający w Dafne koło Antiochii Oniasz zaprotestował i został zamordowany, najprawdopodobniej przez zwolenników Menelaosa.
Synem Oniasza III był pretendent do godności arcykapłana Oniasz IV.